# 瓦雷讷 (多尔多涅省)
瓦雷讷（法語：Varennes，法語發音：[vaʁɛn] ⓘ）是法国多尔多涅省的一个市镇，属于贝尔热拉克区。

## 地理
瓦雷讷（44°49'54"N, 0°40'45"E）面积4.05 平方千米，位于法国新阿基坦大区多爾多涅省，该省份为法国西南部内陆省份，是法國本土面积第三大的省，大致对应佩里戈尔地区，北起顺时针与夏朗德省、上维埃纳省、科雷兹省、洛特省、洛特-加龙省、吉倫特省和滨海夏朗德省接壤。
与瓦雷讷接壤的市镇（或旧市镇、城区）包括：巴讷伊、库兹和圣弗龙、朗凯、圣阿涅、圣卡普赖斯德拉兰德。

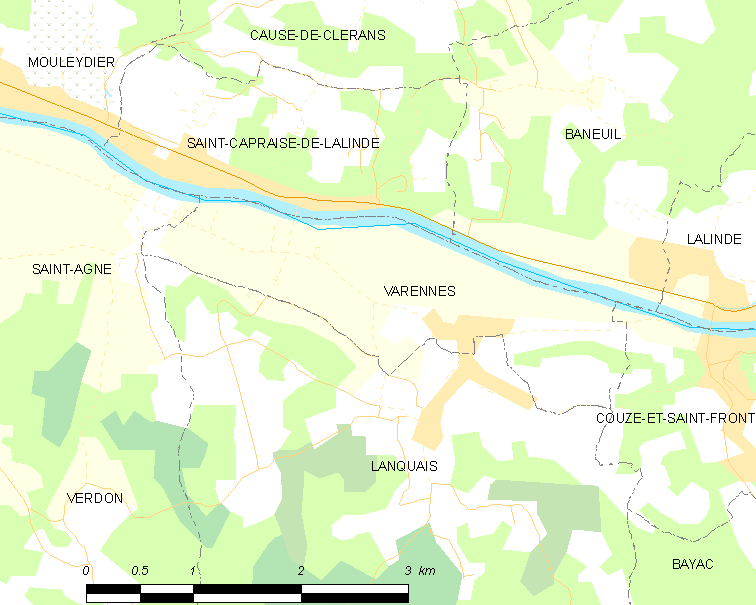
的OSM定位图

瓦雷讷的时区为UTC+01:00、UTC+02:00（夏令时）。

## 行政
瓦雷讷的邮政编码为24150，INSEE市镇编码为24566。

## 政治
瓦雷讷所属的省级选区为拉兰德县。

## 人口

1962-2008年间人口变化图示

瓦雷讷于2022年1月1日时的人口数量为460人。